# Василевский, Николай Александрович (поэт)
Никола́й Алекса́ндрович Василе́вский (1949 — 2018) — русский цыганский поэт, журналист. Член Союза журналистов и Союза писателей России, заслуженный работник культуры России. Автор-исполнитель цыганских песен и романсов, автор первого в мире русско-цыганского словаря.

## Биография
Николай Александрович Василевский родился 10 мая 1949 г. в кочевом таборе. В 1956 году табор осел на Смоленщине. Там учился в Сафоновской средней школе. По окончании школы поступил в Смоленское культурно-просветительное училище. По окончании училища отслужил в армии на Северном флоте, сначала матросом, потом военкором в газете «На страже Заполярья». Первые публикации в газетах «Комсомолец Заполярья», «Мурманская правда», «На страже Заполярья», в альманахе «День поэзии Севера».
После службы вернулся в Смоленскую область, там работал на угольной шахте, токарем на заводе, худруком в сельском Доме культуры. Потом заведовал отделом культуры райисполкома в Сафоново.
Учился в Литературном институте им. Горького. Публиковался в журналах «Смена», «Дружба народов», «Студенческий меридиан», альманахе «Подвиг».
По окончании института уехал в Калининградскую область. Работал в Озёрске режиссёром народного театра, затем директором Дома культуры. Заведовал отделом районной газеты «Знамя труда».
В 1984 году назначен заместителем редактора Полесской районной газеты «Идеи Ильича».
В 1985 годвыходит первая книга — «Песня цыгана».  Об этой книге отозвался критик Николай Кутов:

Он сумел эмоционально и образно сказать и о кочевой доле цыган, и о тех переменах, что произошли и происходят в их жизни, о дружбе русского и цыганского народов. Зов предков звучит в душе, и манит уходящий в неизвестность путь. Нелегко принять решение, какую избрать дорогу поэту от цыган. Но когда оно принято, то отстаивается кровью сердца.— журнал «Нева», 1986, № 7
В 1987 году в столичном издательстве «Молодая гвардия» вышла вторая книга «Дорога из табора». В предисловии к этой книге поэт Владимир Андреев отметил: 

Автору удалось через изображение кочевой и оседлой жизни цыган, путём контрастов и сравнений, без какой бы то ни было идеализации, реалистически дать читателю живые картины цыганского быта.
С 1989 года — директор Отдела культуры и исторического наследия администрации Муниципального образования «Полесский городской округ». В этой должности трудился по 2009 год.
Член Союза журналистов и Союза писателей России, заслуженный работник культуры РФ, в настоящее время заведует историческим музеем в замке Лабиау муниципального образования «Полесский городской округ».
Четыре последние книги:
- «Кочующий костёр»: Калининградское книжное издательство 1993.
- «Сломанный кнут»: Калининград: «Янтарный сказ», 1993 (и 2001),
- «Бричка» — Калининград: «Терра Балтика», 2008.
- «Зов памяти»: Стихи и поэмы. — Калининград: «Страж Балтики» 2010.

Официальный Авторский сайт Николая Василевского.